# 和式リベラル
和式リベラル（わしきリベラル）とは、主に進歩的文化人と称している文化人や識者や政治家、法律家、政治活動家の主義主張を分類するときに用いられる政治的形容語句。

## 概要
2012年12月の第2次安倍内閣誕生以降、従来の自民党政権が進めてきた安全保障施策とは違う方向性になり、第2次安倍内閣が進める安全保障施策や水道民営化・種子法廃止、など従来の保守自民党とは違うことにより、反自由民主党、保守派として、反対を唱える者を指し、2014年に作家、ジャーナリストである佐々木俊尚、2015年にジャーナリストの有本香が命名した用語で、此れに追随して使用しているメディアも存在する。
ジャーナリストの池上彰は、『池上彰の総選挙ライブ』（テレビ東京）の2017年10月22日放送分の解説にて、「日本でリベラルを名乗っている人は要するに左翼である」としている。